# The Highwaymen (film)
The Highwaymen är en amerikansk periodisk kriminalthrillerfilm från 2019 i regi av John Lee Hancock och skriven av John Fusco. Filmen har Kevin Costner och Woody Harrelson i huvudrollerna som de två före detta Texas Rangers-poliserna Frank Hamer och Maney Gault, som tillsammans försöker spåra upp och gripa de ökända brottslingarna Bonnie och Clyde, under gången av 1930-talet. I övriga roller syns bland annat Kathy Bates, John Carroll Lynch, Kim Dickens, Thomas Mann och William Sadler.
Filmen hade tidigare under många år varit i ett så kallat "development hell", där producenten Casey Silver så tidigt som år 2005 hade tagit sig en titt på hela projektet. Ursprungligen pitchat av Fusco som ett möjligt projekt för Paul Newman och Robert Redford, så började filmen sakta men säkert att utvecklas på Universal Pictures, dock helt utan något som helst resultat. I februari 2018 rapporterades det att Netflix hade hämtat rättigheterna till filmen, och att Costner och Harrelson skulle spela dess respektive huvudroller. Filmningen ägde därefter rum senare samma månad, och i mars månad så var det även inspelning i trakterna runtomkring Louisiana och på flera andra historiska platser, bland annat på den väg där Bonnie och Clyde blev dödade.
The Highwaymen hade en begränsad biopremiär i USA den 15 mars 2019, innan den slutligen släpptes för digital premiär på Netflix den 29 mars 2019. Den fick blandade recensioner från kritiker.

## Rollista
| Kevin Costner                   | – Frank Hamer                    |
| Woody Harrelson                 | – Maney Gault                    |
| John Carroll Lynch              | – Lee Simmons                    |
| Thomas Mann                     | – Vice Ted Hinton                |
| Kim Dickens                     | – Gladys Hamer                   |
| W. Earl Brown                   | – Ivy Methvin                    |
| William Sadler                  | – Henry Barrow                   |
| Kathy Bates                     | – Ma Ferguson                    |
| David Furr                      | – Detektiv John Quinn            |
| Josh Caras                      | – Wade McNabb                    |
| Emily Brobst och Edward Bossert | – Bonnie Parker och Clyde Barrow |